# Instrument à cordes pincées
Pour un article plus général, voir Instrument à cordes.
Un instrument à cordes pincées est un instrument de musique dont les cordes sont pincées, le plus souvent manuellement (à mains nues ou à l'aide de plectres), ou mécaniquement. Le pincement est une manière de tirer et de relâcher la corde de manière à lui donner une impulsion qui fait vibrer la corde. Il  est réalisé avec les doigts ou un plectre.

## Familles
Les instruments à cordes pincées incluent différentes familles telles que :

### Instruments à cordes pincées manuellement

#### Les cithares
Le terme cithare désigne en organologie une famille d'instruments ayant la particularité d'avoir les cordes de jeu tendues d'un bout à l'autre de la caisse de résonance (sans manche). 
Cette famille englobe donc divers instruments de musique tels que la cithare proprement dite mais aussi guqin, guzheng, harpe, kannel, lyre, valiha, etc.

#### Les luths
Dans le système Hornbostel-Sachs, le terme luth désigne de manière générale tout instrument ayant les cordes parallèles à un manche.
Exemple : Balalaïka, banjo, chanza, guitare, kora, mandoline, pipa, sanxian, sitar, théorbe, etc.

### Instruments à cordes pincées mécaniquement
Exemple : le clavecin, l'épinette, etc.

### Instruments à cordes pincées en musique électronique
En synthèse sonore et plus largement en musique électronique, l'aspect des cordes pincées peut être simulé à l'aide de différents algorithmes de synthèse par modélisation physique, tels que l'algorithme de Karplus-Strong et ses dérivés.